# Oxysternon striatopunctatum
Oxysternon striatopunctatum är en skalbaggsart som beskrevs av Olsoufieff 1924. Oxysternon striatopunctatum ingår i släktet Oxysternon och familjen bladhorningar. Inga underarter finns listade i Catalogue of Life.